# Bibi Osterwald
Bibi Osterwald, all'anagrafe Margaret Virginia Osterwald (New Brunswick, 3 febbraio 1920 – Burbank, 2 gennaio 2002) è stata un'attrice statunitense.

## Biografia
Bibi Osterwald nacque a New Brunswick nel 1920, figlia di Dagmar Kvastad and Rudolf August Osterwald, il proprietario di un hotel. Dopo gli studi all'Università Cattolica d'America e aver recitato per qualche anno nel circuito regionale, nel 1944 debuttò a Broadway nella rivista Sing Out, Sweet Land, a cui seguirono i musical Three to Make ready nel 1947 e Sally nel 1948. Nel 1950 si unì al cast di Broadway di Gentlemen Prefer Blondes, in cui interpretava Dorothy Shaw ed era la sostitua di Carol Channing nel ruolo della protagonista Lorelei Lee. Nel 1953 vinse l'Outer Critics Circle Award per la sua interpretazione in The Apple Tree. Nel 1955 recitò ancora accanto alla Channing nel flop The Vamp, mentre nel 1957 recitò nella prima di Broadway del dramma Look Homeward, Angel con Anthony Perkins; la pièce vinse il Premio Pulitzer per la drammaturgia e rimase in cartellone per oltre cinquecento repliche. Nel 1964 tornò a Broadway con il musical Hello, Dolly!, in cui restò per sei anni fino al 1970; nel musical Bibi Osterwald era la sostituta per il ruolo principale della protagonista Dolly Gallagher Levi e nel corso degli anni di repliche subentrò in numerose occasioni alle diverse start che recitavano da protagoniste, tra cui Carol Channing, Ginger Rogers, Martha Raye, Betty Grable, Pearl Bailey, Phyllis Diller ed Ethel Merman. Nel 1980 e nel 1983 recitò in due tour statunitense del musical 42nd Street nel ruolo di Maggie Jones. Dopo gli anni ottanta la Osterwald diradò l'attiva teatrale, dedicandosi soprattutto al cinema e alla televisione.
Fu sposata con Justin Arndt dal 1951 alla morte, che la colse nel 2002 all'età di ottantun anni.

## Filmografia parziale

### Cinema
- Vento caldo (Parrish), regia di Delmer Daves (1961)
- La vita privata di Henry Orient (The World of Henry Orient), regia di George Roy Hill (1964)
- Una splendida canaglia (A Fine Madness), regia di Irvin Kershner (1966)
- The Tiger Makes Out, regia di Arthur Hiller (1967)
- L'ultima frontiera (The Great Smokey Roadblock/The Last of the Cowboys), regia di John Leone (1977)
- Un folle trasloco (Moving), regia di Alan Metter (1988)
- Due palle in buca (Caddyshack II), regia di Allan Arkush (1988)
- Angie - Una donna tutta sola (Angie), regia di Martha Coolidge (1944)
- Delitti inquietanti (The Glimmer Man), regia di John Gray (1996)
- Qualcosa è cambiato (As Good as It Gets), regia di James L. Brooks (1997)

### Televisione
- The Kaiser Aluminum Hour – serie TV, episodio 1x21 (1957)
- Mr. Broadway – serie TV, episodio 1x03 (1964)
- Tre cuori in affitto (Three's Company) – serie TV, episodio 3x16 (1979)
- Cari professori - serie TV, 1 episodio (1982)
- Vicini troppo vicini - serie TV, 1 episodio (1982)
- Mai dire sì - serie TV, 1 episodio (1983)
- Trapper John - serie TV, 1 episodio (1983)
- A cuore aperto - serie TV, 1 episodio (1986)
- La mamma è sempre la mamma - serie TV, 1 episodio (1987)
- Le notti del lupo - serie TV, 1 episodio (1987)
- Simon & Simon - serie TV, 1 episodio (1988)
- Bravo Dick - serie TV, 1 episodio (1989)
- Cose dell'altro mondo - serie TV, 1 episodio (1989)
- I racconti della cripta - serie TV, 1 episodio (1992)
- Il cane di papà - serie TV, 1 episodio (1994)
- Innamorati pazzi - serie TV, 1 episodio (1994)
- Quell'uragano di papà - serie TV, 1 episodio (1996)

### Doppiaggio
- Il mago di Oz - serie TV, 13 episodi (1990)
- Tom & Jerry Kids - serie TV, 1 episodio (1992)
- Principe Valiant - serie TV, 2 episodi (1992-1993)
- Capitan Planet e i Planeteers - serie TV, 1 episodio (1996)
- Mucca e Pollo - serie TV, 1 episodio (1998)
- Jumanji - serie TV, 1 episodio (1998)
- I Rugrats - serie TV, 3 episodi (1998-2001)

## Doppiatrici italiane
- Lydia Simoneschi in La vita privata di Henry Orient
- Alina Moradei in Qualcosa è cambiato